# Fangständer
Fangständer bezeichnet Ständer für Hindernisse beim Reitsport, die nicht nur die Stangen tragen, sondern zugleich als seitliche Begrenzung dienen. Sie dienen dazu, dass sich das Pferd auf das Hindernis konzentriert und nicht seitlich ausweicht. Fangständer sind beim Parcoursbau schwerer zu tragen als einfache Ständer, die im Alltag häufiger verwendet werden. Die Aufgabe der Fänge übernehmen dann oft seitliche Stangen.
Am Fangständer sind Halterungen, die so genannten Auflagen, angebracht, in die die Stangen beziehungsweise Planken des Hindernisses hineingelegt werden.

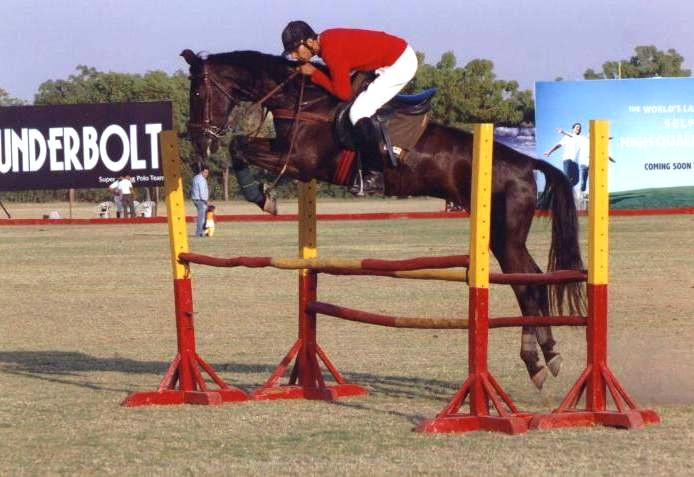
Einfache Ständer ohne Fang
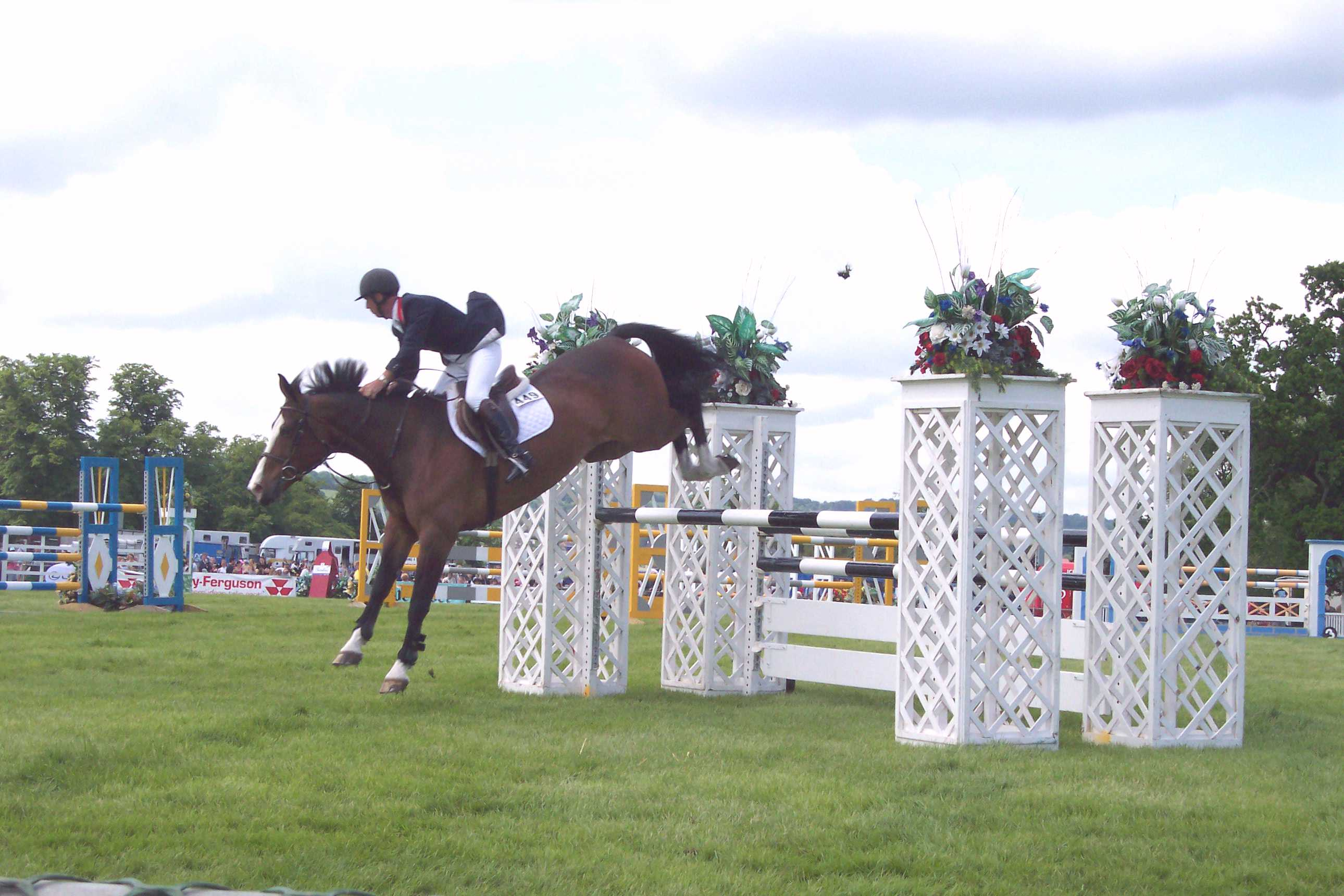
Massiv wirkende, jedoch durchsichtige Fangständer
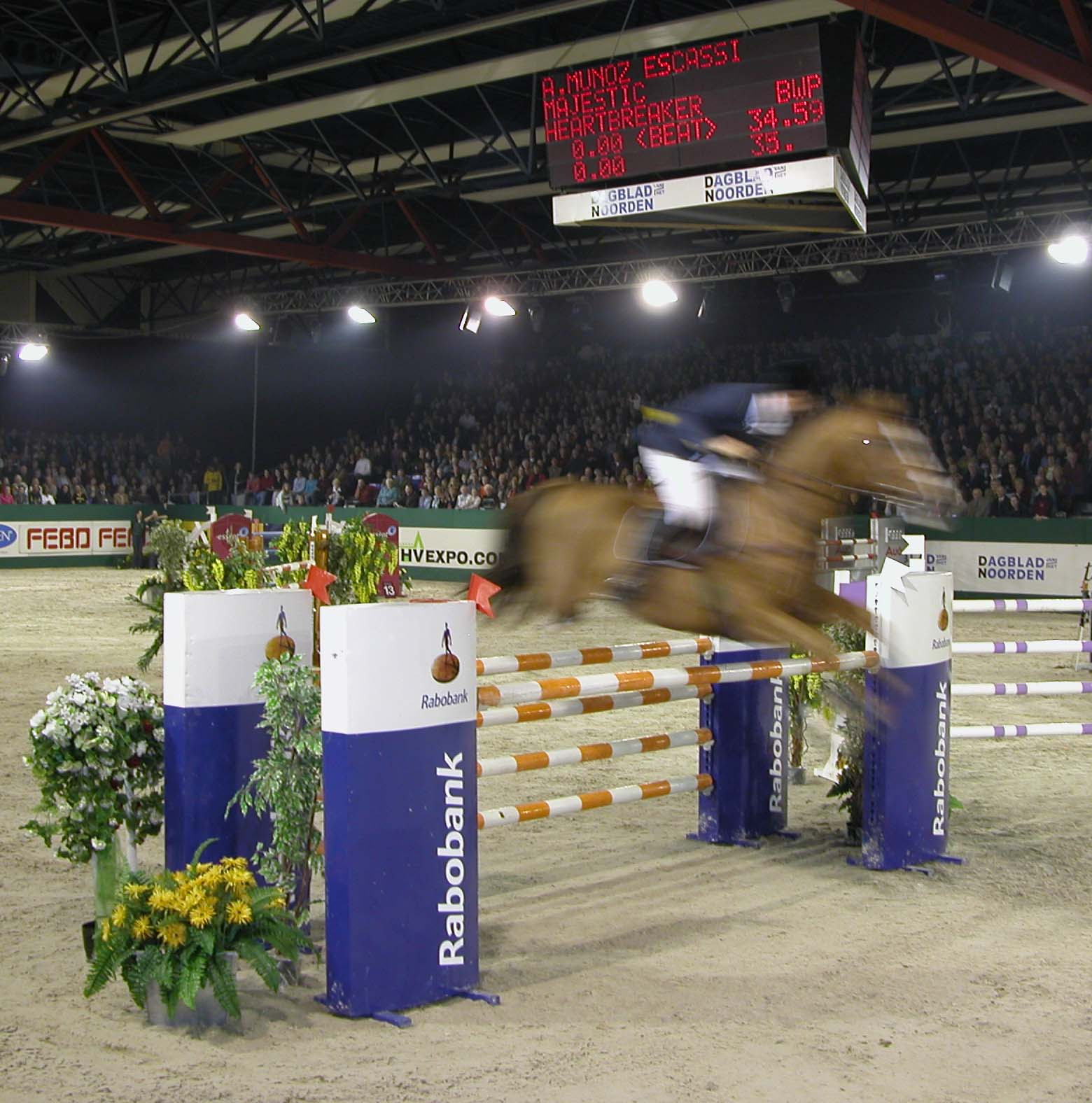
massive, undurchsichtige Fangständer mit seitlichen Blumen, die zusätzlich als Fang dienen
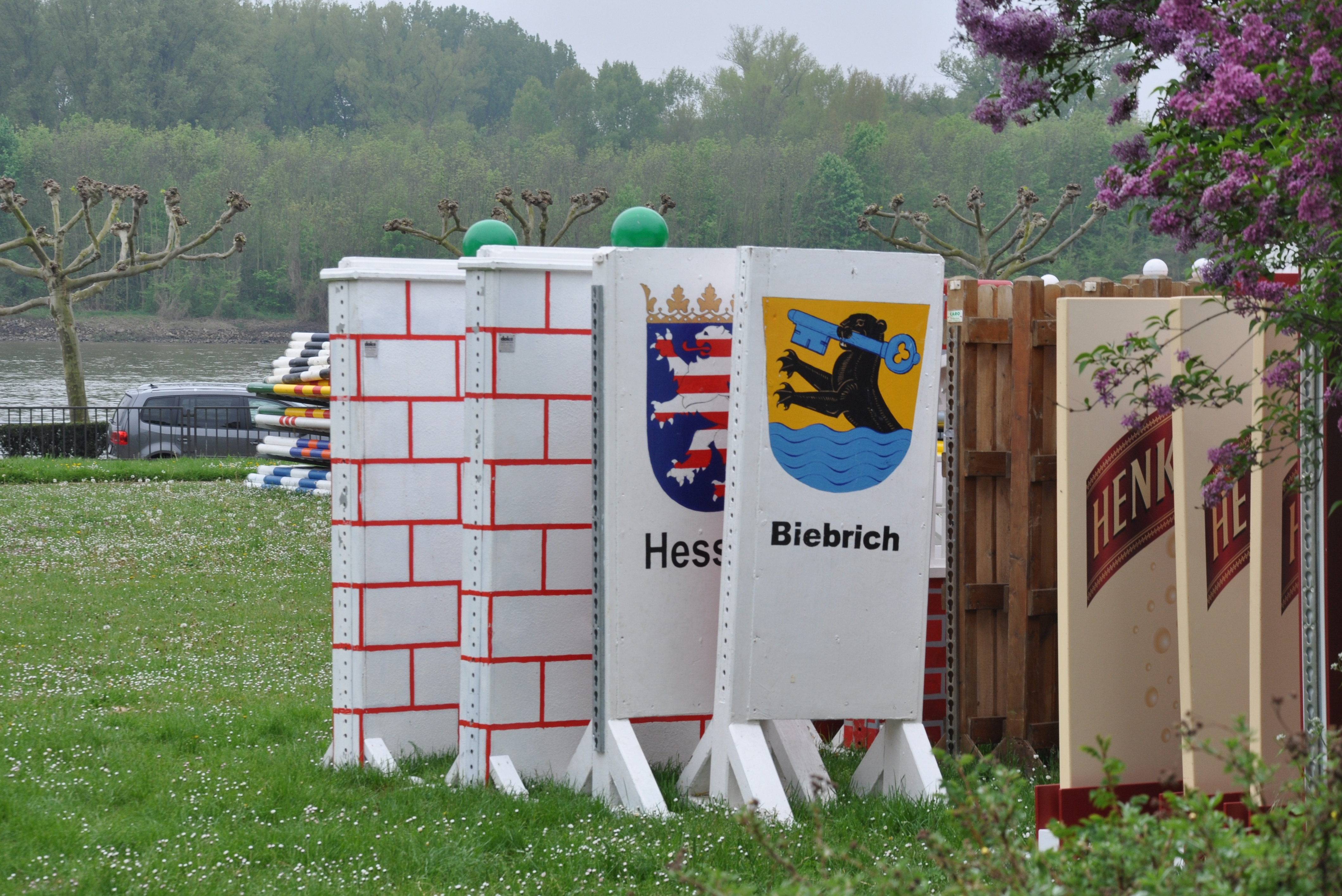
Hölzerne Fangständer mit senkrechten Metallschienen mit Löchern für die Auflagen